# Лоза (Саксонија)
Лоза или Ваз (њем. Lohsa, глсрп. Łaz) општина је у њемачкој савезној држави Саксонија. Једно је од 63 општинска средишта округа Бауцен. Према процјени из 2010. у општини је живјело 5.914 становника. Посједује регионалну шифру (AGS) 14625330.

## Географски и демографски подаци
Лоза се налази у савезној држави Саксонија у округу Бауцен. Општина се налази на надморској висини од 114 метара. Површина општине износи 134,2 km². У самом мјесту је, према процјени из 2010. године, живјело 5.914 становника. Просјечна густина становништва износи 44 становника/km².